# Bato (Leyte)
Bato is een gemeente in de Filipijnse provincie Leyte op het eiland Leyte. Bij de laatste census in 2007 had de gemeente bijna 34 duizend inwoners.

## Geografie

### Bestuurlijke indeling
Bato is onderverdeeld in de volgende 32 barangays:
| - Alegria - Alejos - Amagos - Anahawan - Bago - Bagong Bayan District - Buli - Cebuana - Daan Lungsod - Dawahon - Dolho | - Domagocdoc - Guerrero District - Himamaa - Imelda - Iniguihan District - Kalanggaman District - Katipunan - Liberty - Mabini - Marcelo - Naga | - Osmeña - Plaridel - Ponong - Rivilla - San Agustin - Santo Niño - Tabunok - Tagaytay - Tinago District - Tugas |

## Demografie
Bato had bij de census van 2007 een inwoneraantal van 33.930 mensen. Dit zijn 956 mensen (2,9%) meer dan bij de vorige census van 2000. De gemiddelde jaarlijkse groei komt daarmee uit op 0,39%, hetgeen lager is dan het landelijk jaarlijks gemiddelde over deze periode (2,04%). Vergeleken met de census van 1995 is het aantal mensen met 4.120 (13,8%) toegenomen.

De bevolkingsdichtheid van Bato was ten tijde van de laatste census, met 33.930 inwoners op 72,45 km², 468,3 mensen per km².